# Palácio Presidencial Ak Orda
O Palácio Presidencial de Ak Orda (em cazaque: Ацорда резиденциясы) é o local de trabalho oficial do Presidente do Cazaquistão, localizado na capital de Astana. O Palácio foi construído dentro de três anos, e oficialmente inaugurado em 2004. Foi construído pelo Grupo Mabetex, fundado por Behgjet Pacolli, 3º Presidente do Kosovo e 1º Vice-Primeiro-ministro do Kosovo.
Situado na margem esquerda do rio Ishim (Esil), é o local de trabalho do presidente e abriga o pessoal da Administração Presidencial; não é o local de residência do presidente. O palácio inclui uma cúpula azul e dourada coberta com uma torre. Esta estátua dourada no topo da cúpula inclui um sol com 32 raios em seu ápice, e também inclui uma águia estepe voando sob o sol.
A altura do prédio (incluindo a torre) é de 80 metros. O primeiro andar inclui um Grand Central Hall, o Salão de Conferências de Imprensa, o Salão de Gala e o Jardim de Inverno. O segundo andar inclui escritórios, enquanto o terceiro andar é usado para eventos internacionais, e inclui vários salões (Marble Hall; Golden Hall; Salão Oval; Salão Oriental, construído na forma de um yurt; o Salão de Negociações Estendidas). O quarto andar inclui um Dome Hall, sala de reunião para o Governo da República, e a Biblioteca.
As características de ouro coloridos proeminentemente em todo o complexo e vinte e um tipos de mármore foram usados para os padrões do piso.